# El Fuerte de Samaipata
El Fuerte de Samaipata hoặc Fort Samaipata còn được gọi đơn giản là El Fuerte là một địa điểm khảo cổ Thời kỳ Tiền Columbo và là một Di sản thế giới được UNESCO công nhận nằm ở tỉnh Florida, vùng Santa Cruz, Bolivia. Khu vực khảo cổ này nằm ở phía đông chân núi Andes thuộc Bolivia, và là một điểm đến du lịch phổ biến, thu hút khách du lịch trong và ngoài nước. Gần đó là thị trấn Samaipata. Đây được coi là một trong số ít các tác phẩm vĩ đại về kiến trúc đá của thế giới và là địa điểm khảo cổ duy nhất của ba nền văn hóa Chané, Inca và Tây Ban Nha.
Mặc dù được gọi là pháo đài nhưng nó lại có chức năng về tôn giáo, nghi lễ, dân cư. Việc xây dựng của nó có lẽ được bắt đầu bởi người Chané, một nền văn hóa tiền Inca có nguồn gốc từ Arawak. Ngoài ra còn có tàn tích của một quảng trường và nhà ở Inca có niên đại từ cuối thế kỷ 15 và đầu thế kỷ 16 khi đế quốc Inca mở rộng về phía đông. Chané, Inca và Tây Ban Nha đều phải chống lại các cuộc tấn công từ các chiến binh Guarani (Chiriguano), những người cũng định cư trong khu vực. Người Guarani đã chinh phục vùng đồng bằng và thung lũng Santa Cruz và chiếm đóng khu vực Samaipata. Họ thống trị khu vực này cho tới thời kỳ thuộc địa Tây Ban Nha.
Người Tây Ban Nha cũng đã xây dựng một khu định cư gần ngôi đền và những phần còn lại của tòa nhà mang kiến trúc Ả Rập điển hình của Andalucia. Người Tây Ban Nha bỏ hoang khu vực này và chuyển đến thung lũng gần đó là thị trấn Samaipata ngày nay.
Khu khảo cổ tại Fuerte là địa điểm duy nhất bao gồm các tòa nhà của ba nền văn hóa khác nhau:. Chane, Inca và Tây Ban Nha.

## Mô tả
Đây là khu vực rộng 20 hécta (49 mẫu Anh) được chia thành hai phần là khu vực nghi lễ và khu vực dân cư hành chính. Một số công trình xây dựng của người Inca được xây dựng trên các cấu trúc trước đó của người Chané.
- Khu vực đầu tiên là một tảng đá điêu khắc có chiều dài 250 mét, rộng 60 mét trải dài trên diện tích 1,2 ha. Vị trí của khối đá nằm trên ngọn đồi cao 1.950 mét. Đây là khối đá sa thạch được chạm khắc với các hình động vật, hình học, thiên văn học. Tại đây, có vị trí khảo cổ được coi là quan trọng nhất có tên là El Cascabel. Đây là hai đường thẳng song song với các điểm được đánh dấu hướng lên bầu trời phía đông ở vị trí có góc phương vị 71 ° và độ cao khoảng 6,75 °. Theo các nhà khảo cổ, Người Inca nhìn dọc theo hai đường thẳng này từ vị trí chân của khối đá lúc mặt trời mọc vào ngày 20 tháng 8 năm 1066 họ thấy hai hành tinh Sao Kim và Sao Mộc. Các nhà khoa học còn cho rằng các hình khắc trên đá là để kỷ niệm Sao chổi Halley đi qua vào tháng 3 năm 1066.[cần dẫn nguồn]
- Khu vực thứ hai là khu vực dân cư và đền thờ nằm ở phía Nam của tảng đá, có diện tích vài mẫu Anh. Điểm nổi bật nhất tại đây là một quảng trường hình thang rộng khoảng 100 mét (330 ft), mỗi bên về phía nam là "kallanka", một tòa nhà hình chữ nhật đặc trưng và tượng trưng cho quyền lực chính trị của người Inca. Kallanka dài 70 mét (230 ft) và rộng 16 mét (52 ft) được sử dụng cho các hoạt động công cộng, bữa tiệc, nhà khách và binh lính. Đây là Kallanka lớn thứ hai tại Bolivia nhưng dường như việc xây dựng đã bị gián đoạn qua việc kênh thoát nước và mái tranh không được hoàn thành.[5]

## Bảo tồn
Hiện nay, di sản này đang bị hư hại do du khách đi trên những biểu tượng khắc trên đá, cùng với đó là tình trạng xói mòn bởi mưa và nước trút xuống từ các ngọn núi xung quanh, chính vì thế nên khu vực bên trong được phong tỏa. Tuy nhiên hầu hết các hình khắc vẫn có thể xem được. Du khách có thể dễ dàng tới được địa danh này bằng xe buýt chạy từ Samaipata. Địa điểm này được bảo vệ bởi một tổ chức xã hội phi lợi nhuận và học viện bảo tồn và các văn bản pháp luật về bảo tồn nghệ thuật đá.